# Clarence Seignoret
Clarence Henry Augustus Seignoret (Roseau, 25 febbraio 1919 – Roseau, 5 maggio 2002) è stato un politico dominicense, presidente della Dominica dal 1983 al 1993.
Ebbe una lunga carriera nell'amministrazione pubblica, lavorando in diversi dicasteri del paese già prima dell'indipendenza.
Nel 1983, la Camera dell'Assemblea di Dominica lo elesse presidente, e cinque anni più tardi gli conferì un secondo mandato.